# Yaakov Dovid Wilovsky
Yaakov Dovid Wilovsky, in ebraico יעקב דוד וילובסקי‎?, noto anche con l'acronimo Ridvaz o Ridbaz (Kobryn, 7 febbraio 1845 – Safed, 1913), rabbino charedì, educatore e rinomato talmudista, commentatore del Talmud di Gerusalemme (Yerushalmi).

## Biografia
Nato a Kobryn, nell'Impero russo, Wilovsky è il nonno del rabbino bielorusso Yehezkel Abramsky che diresse il Beth Din di Londra per 17 anni; bisnonno dell'accademico Chimen Abramsky, professore di Studi ebraici all'University College (Londra) ed esperto bibliofilo di letteratura socialista.
Wilovsky occupò posizioni rabbiniche a Izabelin (1874), Babrujsk (1876), Vilna (1881). Vedendo che la posizione di Vilna lo distraeva dagli studi, diede le dimissioni e scelse di officiare come rabbino in una comunità più piccola, come quella di Polotsk (1883) e di Wilkomir (1887). Nel 1890 divenne Rabbino capo di Sluck, dove fondò una rinomata yeshivah nel 1896. Decise poi di svolgere le sole mansioni di supervisore generale e nominò preside il rabbino Isser Zalman Meltzer.
Per i suoi studi Wilovsky usò una copia del Talmud gerosolimitano annotato dal Gaon di Vilna. Dopo averlo studiato per trenta anni ed elaborato i suoi commentari per diciassette anni, Wilovsky iniziò a pubblicare un'edizione dello Yerushalmi che includeva, oltre al suo, tutti i commentari incorporati nelle precedenti edizioni.
Poiché il fondo di sussidio per la sua pubblicazione si era esaurito prima che potesse far uscire il Quarto Ordine talmudico dello  Nezikin, Wilovsky si recò negli Stati Uniti nel 1900 riuscendo ad ottenere il finanziamento necessario per altre edizioni della sua opera. Ritornato in Russia, dedicò il Nezikin ai suoi sostenitori americani.
Dal 1903 al 1905, Wilovsky ritornò negli USA, dove adottò l'acronimo del suo nome: "Ridvaz" (Rabbi Yaakov David ben Ze'ev") e l'Unione dei Rabbini Ortodossi d'America, al convegno di Filadelfia nell'agosto del 1903, lo elesse zekan haRabbanim (rabbino anziano). Nel settembre dello stesso anno fu eletto Rabbino capo delle congregazioni russo-americane di Chicago.
Cercò di introdurre ordine e specifiche funzioni liturgiche nei servizi religiosi delle sue congregazioni, ma incontrò opposizioni e ostacoli da parte di un precedente rabbino e rispettivi seguaci; irritato dai continui dissensi, lasciò il posto dieci mesi dopo la nomina e si dedicò a viaggiare a lungo per l'America, predicando e tenendo conferenze. Nel 1905 si trasferì a Safed, dove fondò una yeshivah, Toras Eretz Yisrael, ed ebbe una controversia con il rabbino Abraham Isaac Kook sulla corretta osservanza della Shemittah (anno sabbatico).

## Opere
Le due opere principali del Ridvaz sono i commentari dello Yerushalmi:
1. Chiddushei Ridvaz, modellato sui commentari del Bavli di Rashi, spiega il significato letterale del testo;
2. Tosfoth haRid (Piotrków, 1899–1900), modellato sulle Tosafot. Confronta e contrappone il significato del testo in questione con altri testi talmudici e halakhici.[3]

Altre opere (tutte in ebraico) includono:
- Migdal Oz (1874)
- Migdal David (1874), novellae su entrambi i Talmud;
- Chana David (1876), commentario del Trattato Challah;
- Teshuvoth haRidvaz (1881), responsa ebraici;
- Nimmuké Ridvaz (1904), commentario della Torah;
- Beth Ridvaz, spiegazione dell'opera Pe'ath Hashulchan di Rabbi Yisroel ben Shmuel di Shklov.